# ديف غالفن
ديف غالفن (بالإنجليزية: Dave Galvin)‏ هو لاعب كرة قدم بريطاني، ولد في 5 أكتوبر 1946 في Denaby Main ‏ في المملكة المتحدة. لعب مع إبسفليت يونايتد ونادي غيلينغهام ونادي ويمبلدون ووولفرهامبتون واندررز.